# Università di Lubecca
L'Università di Lubecca (in tedesco, Universität zu Lübeck) è un'università pubblica tedesca situata nella città anseatica di Lubecca, nello Schleswig-Holstein. Fu fondata nel 1964 come seconda facoltà di medicina dell'Università di Kiel; i corsi e le attività di ricerca dell'Università di Lubecca sono incentrati su questa materia.

## Storia
L'Università di Lubecca porta questo nome dal maggio 2002. Fu fondata nel 1964 come Medizinische Akademie Lübeck ("Accademia medica di Lubecca"). Nel 1973 divenne università scientifica indipendente, dapprima sotto il nome di Medizinische Hochschule Lübeck, dal 1985 come Medizinische Universität zu Lübeck.

## Organizzazione e attività
Circa 4300 studenti, 160 Professoren e 100 Privatdozenten studiano e lavorano all'università. L'ospedale universitario di Lubecca fu unito il 1º gennaio 2003 con l'ospedale universitario di Kiel prendendo il nome di Ospedale universitario dello Schleswig-Holstein e diventando il secondo ospedale universitario più grande della Germania. Con oltre 5.300 dipendenti, l'università e l'ospedale sono tra i maggiori datori di lavoro nella regione di Lubecca.
Ci sono attualmente 14 istituti nella Sektion Informatica/Tecnica, tra cui materie di base come Matematica e Informatica teorica e nuove discipline come la Telematica o l'Istituto per i sistemi multimediali e interattivi; altri otto istituti nella Sektion di Scienze naturali, incluso l'Istituto di studi umanistici di storia medica e ricerca scientifica. La Sektion medica comprende 39 istituti.
Oltre ai corsi a tempo pieno, l'Università, insieme all'Università di Scienze Applicate di Lubecca, sta conducendo il programma di master in Ingegneria biomedica. In collaborazione con la Fernuniversität Hagen, gestisce un centro per l'apprendimento a distanza e l'istruzione superiore presso l'università. Lo Studium Generale e le conferenze domenicali si rivolgono anche ai non studenti.
Scientificamente, l'università è strettamente collegata con il Forschungszentrum Borstel (Centro per la Medicina e Bioscienze) e l'Institut für Krebsepidemiologie (Istituto di ricerche epidemiologiche sul cancro).